# Figueirópolis d'Oeste
Figueirópolis d'Oeste este un oraș în Mato Grosso (MT), Brazilia.